# برایان بوش
برایان بوش (انگلیسی: Bryan Bush; ۲۵ آوریل ۱۹۲۵ – ۲۵ اوت ۲۰۰۸) بازیکن فوتبال اهل بریتانیا بود.
از باشگاه‌هایی که در آن بازی کرده‌است می‌توان به باشگاه فوتبال بریستول راورز، باشگاه فوتبال بریستول سیتی، باشگاه فوتبال بیتون، و باشگاه فوتبال ولز سیتی اشاره کرد.